# 855 (číslo)
Osm set padesát pět je přirozené číslo, které následuje po čísle osm set padesát čtyři a předchází číslu osm set padesát šest. Římskými číslicemi se zapisuje DCCCLV.

## Matematika
855 je:
- Deficientní číslo
- Nešťastné číslo
- Desetiúhelníkové číslo

## Astronomie
- (855) Newcombia je planetka hlavního pásu, kterou objevil v roce 1916 Sergej Ivanovič Beljavskij

## Ostatní
- +855 je mezinárodní telefonní předvolba Kambodže

## Roky
- 855
- 855 př. n. l.